# NGC 7116
NGC 7116 este o galaxie situată în constelația Lebăda. A fost descoperită în 9 septembrie 1863 de către Albert Marth.